# Eselstet
Eselstet war ein Dorf im Gebiet des Saalekreises.

## Geographie
Das ehemalige Dorf Eselstet befand sich bei der Eselswiese in Querfurt. Die wenigen erhalten gebliebenen Gebäude gehören heute zu Querfurt.

## Geschichte
Im 9. Jahrhundert befand sich ein Dorf namens Esenstedt an diesem Ort. Nachweisbar sind eine Mühle und die Kapelle. Im 13. oder 14. Jahrhundert wurde der Ort zur Wüstung. Es wird vermutet, dass die Einwohner nach Querfurt zogen.

### Entwicklung des Namens
Belegt ist der Ort als Isinstede im Jahr 1205 und als Hesenstede im Jahr 1328. Erst im 16. Jahrhundert, also als es schon wüst war, wandelte sich der Name zu Eselstedt(e).

## Kapelle St. Bruno
Die Kapelle von Eselstet entstand im 13. Jahrhundert und wurde im 14. Jahrhundert zu einer Wallfahrtskapelle, die dem heiligen Bruno von Querfurt geweiht war. Im Jahr 1721 baute der Herzog Christian von Sachsen-Weißenfels die Kapelle zu einer Unterkunft um. Der obere Stock diente als Festsaal und der untere als Marktschänke. Heute ist sie unter dem Namen Wiesenhaus bekannt und wird als Wohnhaus genutzt.

## Quelle
- Wiesenhaus, Saalekreis im Bild, abgerufen am 16. November 2017

Koordinaten: 51° 22′ 56,2″ N, 11° 37′ 3,8″ O